# Chapelle Saint-Jean de Saint-Jeannet
La chapelle Saint-Jean est une chapelle située à Saint-Jeannet, en France.

## Localisation
La chapelle est située sur la commune de Saint-Jeannet, dans le département français des Alpes-de-Haute-Provence.

## Historique
La chapelle date du XIIe siècle.
Cet édifice est inscrit au titre des monuments historiques en 1954.